# 卵叶豺皮樟
卵叶豺皮樟（学名：Litsea rotundifolia var. ovatifolia）为樟科木姜子属下的一个变种。